# وانغ كنعان
وانغ كنعان (بالصينية: 王克楠) هو غطاس صيني، ولد في 3 أغسطس 1980 في باودينغ في الصين، وتوفي في 5 أكتوبر 2013 في تيانجين في الصين بسبب حادث مرور.

## وصلات خارجية
- وانغ كنعان على موقع الاتحاد الدولي للسباحة (الإنجليزية)
- وانغ كنعان على موقع قاعدة بيانات الغوص IAT (الألمانية)
- وانغ كنعان على موقع اللجنة الأولمبية الدولية (الإنجليزية)
- وانغ كنعان على موقع أوليمبيديا (الإنجليزية)